# Tremandraceae
Tremandraceae es una familia obsoleta de plantas de flores de hierbas y pequeños arbustos naturales de Australia. El sistema APG II de 2003, no reconoce esta familia y la asigna a Elaeocarpaceae.

## Géneros
- Platytheca
- Tetratheca
- Tremandra